# Усенко, Леонтий Егорович
Леонтий Егорович Усенко (1917—1990) — командир взвода роты автоматчиков 931-го стрелкового полка (240-я стрелковая дивизия, 38-я армия, Воронежский фронт), лейтенант. Герой Советского Союза (1943).

## Биография
Родился 27 мая (9 июня — по новому стилю) 1917 года в селе Поповка ныне Лиманского района Донецкой области. Работал слесарем вагонного депо в Красном Лимане.
В Красной Армии с 1938 года. Участник Великой Отечественной войны с июня 1941 года. Участвовал в боях на Западной Украине, затем на фастовском направлении.
13 ноября 1943 года за мужество, отвагу и героизм лейтенант Усенко Леонтий Егорович удостоен звания Героя Советского Союза с вручением ордена Ленина и медали «Золотая Звезда».
В дальнейшем участвовал в Киевской, Житомирско-Бердичевской, Уманско-Ботошанской и Ясско-Кишинёвской операциях, освобождении Венгрии и Чехословакии. С 1949 года старший лейтенант Усенко в запасе. Жил в Красном Лимане.
Умер 16 февраля 1990 года.